# 2001 Ейнштейн
2001 Ейнштейн (2001 Einstein) — астероїд головного поясу, відкритий 5 березня 1973 року.
Тіссеранів параметр щодо Юпітера — 3,811.